# تشارلز روبنسون (لاعب كريكت أسترالي)
تشارلز روبنسون (بالإنجليزية: Charles Robinson)‏ (18 فبراير 1879 في أستراليا - 23 سبتمبر 1951 في أستراليا) هو لاعب كريكت أسترالي. لعب مع فريق تسمانيا للكريكت وفريق غرب أستراليا للكريكت ‏.

## وصلات خارجية
- تشارلز روبنسون (لاعب كريكت أسترالي) على موقع إي آس بي آن كريك إنفو (الإنجليزية)